# Bengt O.H. Johansson
Bengt Olof Harald Johansson, född 8 augusti 1934 i Stockholm, död 2 april 2021 i Oscars församling i Stockholm, var en svensk arkitekturhistoriker.
Bengt O. H. Johansson tog licentiatexamen 1965 vid Uppsala universitet med en avhandling om Carl Bergsten och svensk arkitekturpolitik. Han återkom till Bergsten 2019 genom boken Med egna vågor om Carl Bergsten arkitekt 1879-1935.
Han arbetade med kulturvård på Byggnadsstyrelsen, var chef för Arkitekturmuseet i Stockholm 1966–1977, länsantikvarie i Kalmar, länsantikvarie i Stockholm samt avdelningschef för kulturmiljö på Riksantikvarieämbetet.
Han blev hedersdoktor vid naturvetenskapliga fakulteten vid Göteborgs universitet 2004. Johansson är begravd på Danderyds kyrkogård.